# Wacław Jezierski

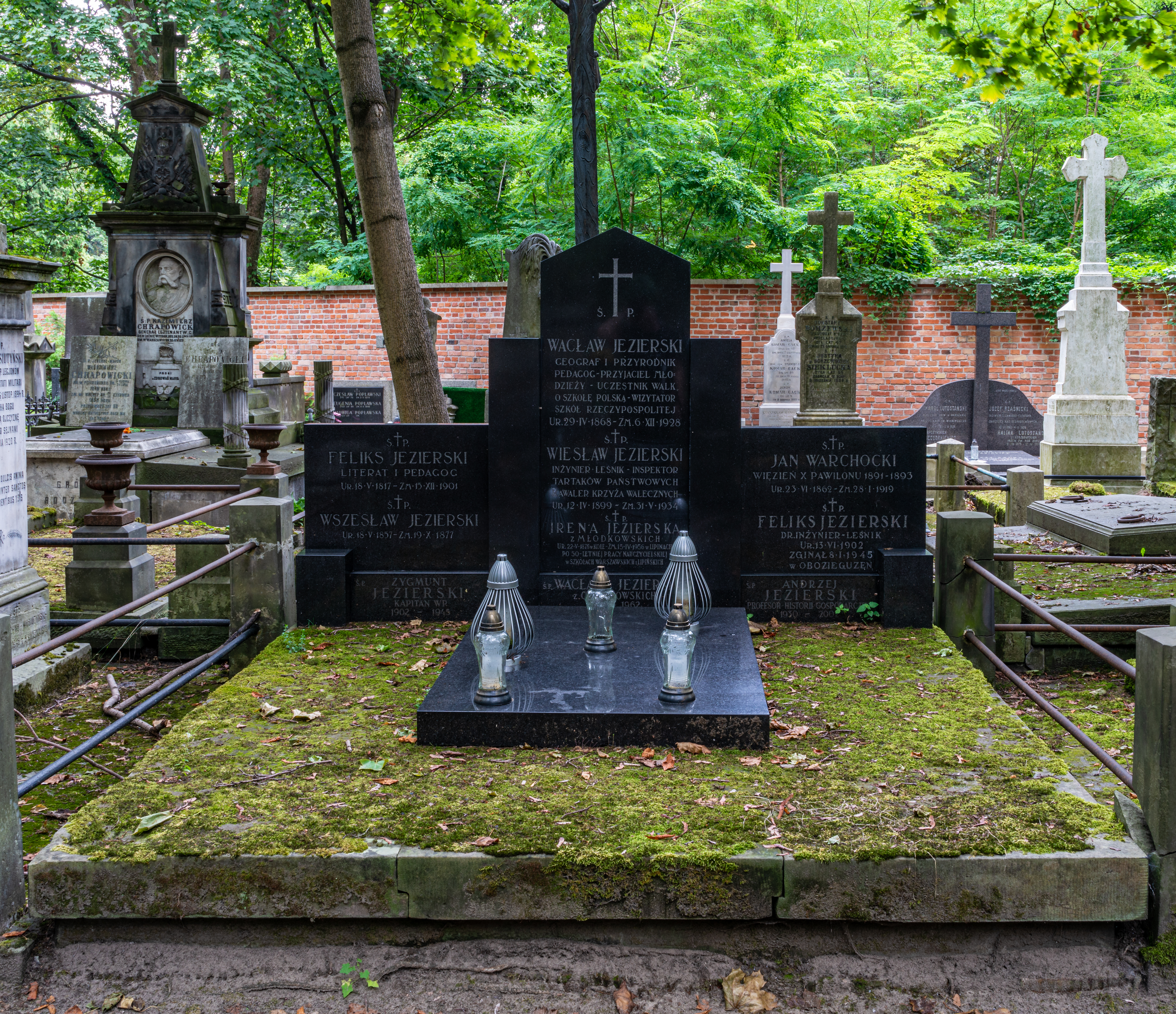
Grób Wacława Jezierskiego na cmentarzu Powązkowskim

Wacław Piotr Jezierski (ur. 29 kwietnia 1868 w Warszawie, zm. 6 grudnia 1928 tamże) – polski przyrodnik, geograf, pedagog.
Uzyskał stopień doktora filozofii. Wykładał dydaktykę geografii na Uniwersytecie Warszawskim. Pełnił funkcję wizytatora szkół II Rzeczypospolitej. Był wiceprezesem Polskiego Towarzystwa Geograficznego, członkiem honorowym Koła Geografów SUW. Członek Zarządu Głównego Towarzystwa Kultury Polskiej (1906-1913)
Został pochowany na cmentarzu Powązkowskim w Warszawie (kwatera 182-6-10/11).